# Fusigonalia melanota
Fusigonalia melanota är en insektsart som beskrevs av Young 1977. Fusigonalia melanota ingår i släktet Fusigonalia och familjen dvärgstritar. Inga underarter finns listade i Catalogue of Life.